# Plan Z (Allemagne)
Le plan Z (Z-Plan en allemand) est le plan de rééquipement et d’expansion de la Kriegsmarine dès 1935 et dans les années qui suivirent.

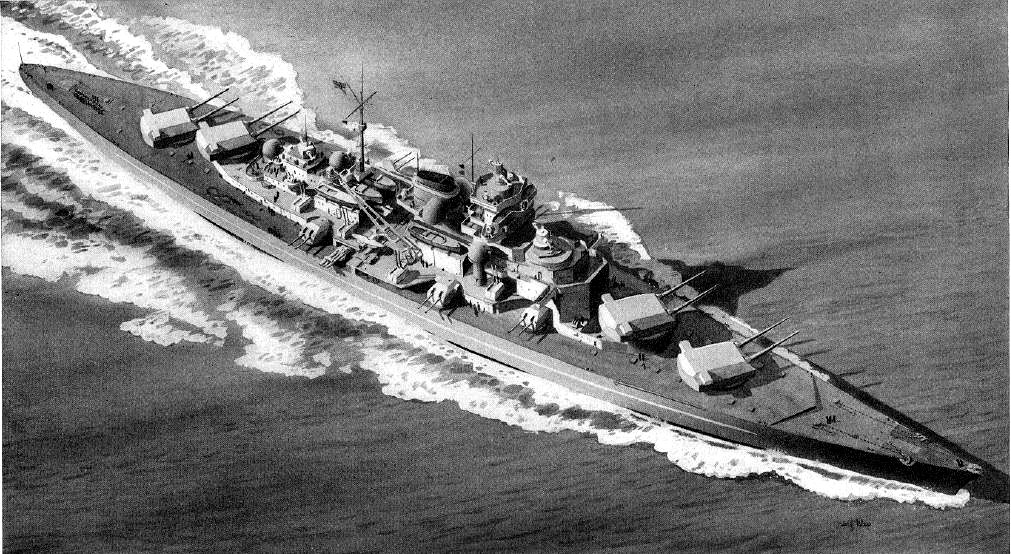
Le cuirassé Tirpitz, photo tirée du livret A503 FM30-50 pour l'identification des navires, édité par la Division du Renseignement Naval du Département de la Marine des États-Unis. Mis à flot en 1939, il résulte de l'application du plan Z.

## L’après-Première Guerre mondiale
Suivant la fin de la Première Guerre mondiale, les forces armées allemandes devenaient sujettes au traité de Versailles. Pour la marine, cela signifiait qu’elle était limitée à six croiseurs lourds cuirassés, six croiseurs, douze destroyers et douze torpilleurs. Avec le sabordage de la plus grande partie de la Hochseeflotte à Scapa Flow, des nouvelles constructions étaient requises. Le premier navire important à être bâti après la guerre fut le croiseur léger Emden. Il fut suivi peu après par les trois croiseurs légers de la classe K, Königsberg, Karlsruhe et Köln, et plus tard par deux navires qui furent des versions modifiées de la classe K, les Leipzig et Nürnberg. Le traité stipulait également que les Allemands pouvaient remplacer leurs navires de guerre en fonction de leurs besoins, sans dépasser toutefois le tonnage de 10 000 tonnes pour une unité. Ainsi, le concept de « croiseur cuirassé » fut développé, étant défini comme étant un navire de course contre les flottes marchandes, avec les avantages d’être « plus rapides que les forces lourdes » (cuirassés) et « plus fort que les forces rapides » (croiseurs). Cela mena au Deutschland, navire armé de six canons de 11 pouces (280 millimètres) et doté d’une vitesse de 28 nœuds. Deux unités évoluées, Admiral Scheer et l’Admiral Graf Spee suivirent. Ils étaient dénommés « cuirassés de poche » à l’extérieur.

## Accession des nazis au pouvoir
En 1933, Adolf Hitler devient le chancelier de l’Allemagne. Il se retira des stipulations du traité de Versailles et commença à reconstruire l’armée. Le traité naval germano-britannique lui permit d'augmenter le tonnage de la flotte de guerre allemande au-delà des limites fixées par le traité de Versailles.
Le prestige des croiseurs cuirassés conduisit à la conception de deux autres, les puissants croiseurs de bataille Scharnhorst et Gneisenau, qui étaient plus grands et portaient neuf canons à la place de six. Au même moment, des études furent menées en vue de la réalisation de deux unités encore plus grandes. Ils étaient prévus initialement comme des croiseurs de bataille portant des canons de 13 pouces, mais les développements de la marine française à ce moment firent que les navires furent redessinés en tant que cuirassés. À cette période, il fut décidé de lancer un large programme de réarmement de la Kriegsmarine et c’est ainsi que le plan Z fut conçu.

## Plan: flotte de ligne ou sous-marins
À l’intérieur de la Kriegsmarine, deux écoles de pensées s’opposaient pour diriger la ligne de rééquipement de la flotte :
- une grande flotte de surface capable d’affronter les plus puissants ennemis potentiels (France et Royaume-Uni) ;
- une nombreuse flotte de U-Boots et des navires de tonnage moyen tels les croiseurs cuirassés pour la destruction des flottes de commerce ennemies.

Cependant, il fut démontré que pour s’en prendre au commerce dans l’Atlantique, il faudrait de toute façon passer par la mer du Nord qui serait certainement bloquée par la Royal Navy. C’est pourquoi la flotte de surface puissante fut retenue.

## Le plan
Le plan prévoyait d’achever les navires en construction (Bismark et Tirpitz) comme une classe intérimaire, de même que pour les trois croiseurs lourds (Admiral Hipper, Blücher et Prinz Eugen) ainsi que deux autres lancés en 1939 avant de commencer réellement le « travail ». Le plan prévoyait de finir pour 1945 :
- quatre porte-avions ; (dont un seul, le Graf Zeppelin fut effectivement mis en chantier mais jamais mis en service.)
- six cuirassés de classe H ;
- trois croiseurs de bataille classe O ;
- douze croiseurs cuirassés classe P ;
- deux croiseurs lourds classe Hipper (Seydlitz et Lützow) ;
- quatre croiseurs légers classe M ;
- deux croiseurs légers pré classe M ;
- six gros destroyers classe Spähkreuzer.

La première tâche était la construction du porte-avions Graf Zeppelin en 1936, suivi d’un second planifié pour 1938. Au milieu de 1939, suivant l’armement des deux Bismarck et Tirpitz, la quille du premier des trois cuirassés fut placée, pendant que des ordres ordonnaient la modification de chasseurs Messerschmitt Bf 109 et de bombardiers en piqué Junkers Ju87 pour le porte-avions. Cependant, lors de l’éclatement de la Deuxième Guerre mondiale, il fut décidé que les énormes projets consommaient beaucoup trop de matériaux vitaux pour garder l’armée et la Luftwaffe opérationnels. Par conséquent, la construction des cuirassés s’arrêta et les matériaux furent utilisés pour la construction de U-Boote.

## Critiques
Le plan est critiquable : en effet la construction d’une puissante marine ne se fait pas si facilement. Il faut souvent des dizaines d’années de « leçons » et de nombreuses études pour avoir une flotte de combat à la pointe, et des ressources colossales. Cela transparaît dans la conception durant l’entre-deux-guerres des flottes française, italienne, anglaise, japonaise et américaine notamment. 
Pour l'Allemagne, un plan si ambitieux était irréaliste vu la situation économique du pays dans les années 1930, surtout que la Wehrmacht et la Luftwaffe coûtaient déjà très cher et avaient une certaine priorité. Et même alors, quatre porte-avions, huit cuirassés, cinq croiseurs de bataille, quinze croiseurs cuirassés/lourds et une douzaine de croiseurs légers paraissent bien peu face à la supériorité britannique. La Royal Navy disposait à son entrée en guerre de : six (+six) porte-avions, quinze (+9) cuirassés, quinze croiseurs lourds, quarante (+huit) croiseurs légers, une vingtaine de croiseurs anti-aériens et 180 destroyers, soit une supériorité écrasante, même si le plan Z avait abouti. 
Les ressources auraient été plus profitables du moins au début de la guerre, à la construction de « sous-marins ». On estime en effet que si ça avait été le cas, l’Allemagne aurait disposé de près de 300 sous-marins en septembre 1939 au lieu de 59, pouvant ainsi réellement mettre à mal les importations britanniques. Par la suite, le plan Z se révéla justifié, en effet lorsque le conflit avança, les alliés mirent en place un dispositif implacable contre les sous-marins allemands ; les missions des U-boot devinrent des missions suicides. 
Le plan Z était en fait une mise à jour de la marine de guerre allemande pour combler son retard : le passage d'une flotte composée majoritairement de « submersibles » (arme efficace de la Grande Guerre, mais aussi considérée comme « l'arme du faible »), à une force aéronavale articulée autour du porte-avions, « le roi des mers ».

## Sources
- (en) Cet article est partiellement ou en totalité issu de l’article de Wikipédia en anglais intitulé « Plan Z » (voir la liste des auteurs).